# Sammy's Adventures: The Secret Passage
Sammy's Adventures: The Secret Passage (Sammy's avonturen: De geheime doorgang in het Nederlands) is een Belgische-Frans 3D-animatiefilm uit 2010 van Ben Stassen geproduceerd in het Engels. De film is ook bekend onder zijn werktitel Around the World in 50 Years 3D. Ben Stassen maakten eerder al Fly Me to the Moon. In 2012 kwam er een vervolg Sammy 2.

## Verhaal
Na zijn geboorte op een strand in Californië, kruipt Sammy de soepschildpad naar de grote oceaan. Daar vindt hij de liefde van zijn leven, Shelly, maar hij verliest haar meteen. Tijdens de reis die alle zeeschildpadden afleggen trotseert Sammy allerlei gevaren, hij vecht met piranha’s en ontsnapt aan een visarend, in de hoop zijn vriendinnetje ooit terug te zien. Samen met zijn vriend Ray de lederschildpad ziet hij van dichtbij hoe de mensen de aarde kwaad doen en gaat op zoek naar een mysterieuze doorgang.

## Cast
| Acteur           | Personage        | Vlaamse versie    | Nederlandse versie  |
| ---------------- | ---------------- | ----------------- | ------------------- |
| Yuri Lowenthal   | Sammy            | Kevin Janssens    | Levi van Kempen     |
| Stacey Keach     | Opa Sammy        | Wouter Hendrickx  | Robert ten Brink    |
| Isabelle Fuhrman | Shelly           | Griet Dobbelaere  | Charlotte ten Brink |
| Melanie Griffith | Snow / Sneeuw    | Clara Cleymans    | Hanna Verboom       |
| Kathy Griffin    | Vera             | Sofie Palmers     | Patty Brard         |
| Roxanne Reese    | Rita             | Sofie Palmers     | Nurlaila Karim      |
| Anthony Anderson | Ray              | Mathijs Scheepers | John Williams       |
| Tim Curry        | Fluffy / Pluisje | Sven De Ridder    | Serge Henri Valcke  |
| Charlie Adler    | Slim             | Carry Goossens    | Frits Lambrechts    |